# Anna Dogonadze
Anna Dogonadze (n. 15 februarie 1973, Mțheta, Mtskheta-Mtianeti⁠(d), Georgia) este o sportivă germană, medaliată olimpică. A participat la 3 ediții ale Jocurilor Olimpice (2004, 2008, 2012) în care a câștigat o medalie de aur.